# NGC 6168
NGC 6168 (другие обозначения — UGC 10434, MCG 3-42-16, ZWG 109.28, IRAS16291+2017, PGC 58423) — спиральная галактика (Sd) в созвездии Геркулес.
Этот объект входит в число перечисленных в оригинальной редакции «Нового общего каталога».